# Musée du chocolat (Paris)
Pour les articles homonymes, voir Musée du chocolat.
Le Musée gourmand du chocolat Choco Story de Paris est un musée privé situé à Paris en France. Il est consacré à l'origine et à l'évolution de la production et de la consommation de chocolat au moyen d'une collection d'un millier d'objets. Il présente l'aspect historique du chocolat, l'évolution des méthodes de fabrication, et les ingrédients utilisés.

## Situation et accès
Le musée est situé au no 28, boulevard de Bonne-Nouvelle Paris 10e. Il est accessible par les stations de métro Bonne-Nouvelle (lignes 8 et 9) où Strasbourg-Saint-Denis (lignes 4, 8 et 9)

## Historique
Le premier musée du chocolat Choco-Story a été fondé en 2004 à Bruges en Belgique par la famille Van Belle. Un second musée a ouvert en 2008 à Prague en République tchèque. Le musée parisien est le troisième de ce type : il a ouvert en 2010 à l'emplacement du dancing Le Privé. Le musée Choco Story de Paris est une entreprise française dont le siège social se situe dans le bâtiment du musée, 28 boulevard de Bonne-Nouvelle, dans le 10e arrondissement.

## Collections
Le musée se divise en trois parties : l'origine du cacao dans les civilisations précolombiennes, son importation en Europe par les colons espagnols et son installation dans les habitudes de consommation, l'aspect contemporain du chocolat.
L'origine du cacao dans les civilisations précolombiennes, principalement les Aztèques et les Mayas, est présentée au moyen d'objets (statuettes, bols, gobelets, instruments rituels...) et de fac-similés de codex accompagnés de panneaux explicatifs. Sont abordées la place du cacao dans la société et dans la religion ainsi que les différences entre les modes de préparation des boissons au cacao de l'époque et celles auxquelles est habitué le public européen du XXIe siècle.
La deuxième partie de l'exposition présente l'arrivée du cacao en Europe par l'intermédiaire des voyages de la période des grandes découvertes à la Renaissance. L'économie du cacao en Europe, notamment en Espagne et en France, est détaillée, ainsi que l'évolution des recettes de boissons chocolatées et la mode des salons où l'on boit du chocolat chaud. Sont exposés les outils de préparation du chocolat chaud ainsi que de nombreuses tasses et récipients ornés.
La place du chocolat dans les sociétés actuelles est enfin abordée, notamment à l'aide de statistiques et d'analyses montrant les différences de composition entre les différents types de chocolat actuels (chocolat noir, chocolat au lait, chocolat blanc).
De petites vitrines installées à hauteur d'enfant présentent des scènes historiques reconstituées à l'aide de jouets, afin de mettre les sujets abordés à portée d'un jeune public.
Il existe également un espace destiné aux expositions temporaires, renouvelées deux ou trois fois par an.
Le sous-sol du musée abrite une exposition de sculptures et de sujets en chocolat représentant des sujets variés. Il accueille également un espace consacré aux démonstrations publiques de préparation du chocolat.